# 愛·天使·音樂·寶貝
《愛·天使·音樂·寶貝》（英語："Love. Music. Angel. Baby."）為美國歌手關·史蒂芬妮發行的首張錄音室專輯，於2004年11月12日由新視鏡唱片發行。史蒂芬妮作為搖滾樂隊不要懷疑的主唱已發行過五張錄音室專輯，並於2003年初開始準備個人出道作品。在不要懷疑樂隊休息期間，史蒂芬妮開始投入《愛·天使·音樂·寶貝》的專輯創作，作為樂隊以外的個人計劃。史蒂芬妮參與專輯所有歌曲的創作，並與安德烈 3000、達拉斯·奥斯丁、德瑞醫生、海王星與琳達·佩里等多名詞曲作家與製作人合作。
《愛·天使·音樂·寶貝》融合80年代曲風及流行曲風，並受到治療樂隊、流行尖端、辛蒂·羅波與麥當娜多名歌手影響。專輯歌曲呈現了多元曲風，包括電音流行、舞曲搖滾、新浪潮與靈魂樂。專輯的宣傳包括發行六張於商業上獲得成功的單曲以及舉行北美地區的「哈拉美眉巡迴演唱會」。史蒂芬妮亦經常帶同名為原宿女孩的伴舞團隊進行專輯宣傳。
其獲得樂評家整體正面的評價，並於格林美獎獲得格林美獎年度專輯等總共六項提名。專輯首週以309,000張的銷量空降美國《告示牌》二百強專輯榜第7位，並於其後上升至最高第5位。專輯獲多個國家的複數白金認證，並於全球售出超過800萬張。

## 發行背景
史蒂芬妮在樂隊不要懷疑的時候便已開始以個人名義與夏娃與莫比等歌手合作。在製作樂隊的第五張錄音室專輯《搖滾萬萬歲》時，不要懷疑曾與王子、海王星與大衛·史都華合作，並獲馬克·「尖頭」·斯滕特進行專輯混音。在樂隊進行專輯宣傳巡迴演唱會期間，史蒂芬妮聽到Club Nouveau1987年的單曲〈Why You Treat Me So Bad〉，並考慮錄製一些把1980年代風格融入現代的作品。不要懷疑的貝斯手與史蒂芬妮的前男友托尼·卡納爾，向她推介了王子、莉莎莉莎與神秘樂團以及黛比·德布的音樂，其後二人在卡納爾的睡房裡談論了關於製作歌曲的事。
史蒂芬妮在2003年展開個人作品的錄製工作。她提及自己曾在為原聲帶錄製單曲、繼續與別人的合作以及以化名「GS」發行專輯之間作考慮。吉米·奧文（新視鏡的總裁與共同創辦人）說服了史蒂芬妮創作這張專輯。在與琳達·佩里第二天的會面，二人以史蒂芬妮的腦閉塞以及對個人專輯的恐懼為主題創作了一首歌曲。這首歌後來成為歌曲〈還等什麼?〉，作為專輯首張主打單曲發行。
當二人開始創作一首史蒂芬妮覺得太過私人的歌曲時，她去找了卡納爾見面。卡納爾向她演奏了一首正在創作的歌曲，而這首歌後來成為專輯最後一張單曲〈天雷地火〉。二人嘗試一起創作新作品，但於兩星期後便放棄了。直至六個月後，當二人再次回顧那些被扔在一旁的歌曲時，史蒂芬妮才發覺自己給予自己太多壓力。當她調整好心態好後便再次找其他創作人與製作人合作。史蒂芬妮再次找回琳達·佩里合作，並獲她介紹達拉斯·奥斯丁，以及包括流浪者合唱團的安德烈 3000、海王星、德瑞醫生等多個歌手。史蒂芬妮於2004年初確認專輯的發行，並把專輯定位為「舞曲唱片」以及「罪惡快感」。
2019年11月22日，新視鏡推出由克里斯·蓋林格重製母帶的《愛·天使·音樂·寶貝》，以慶祝專輯發行15週年。

## 構成

### 音樂與歌詞
《愛·天使·音樂·寶貝》受1980年代的不同音樂風格所影響，其中不少歌曲皆與1980年代音樂一樣使用合成器的聲音。專輯揉合了電音流行 、搖滾舞曲、靈魂樂、嘻哈音樂、節奏藍調與的士高等不同音樂風格、新浪潮是不要懷疑的後期作品經常出現的曲風，亦出現於《愛·天使·音樂·寶貝》中，並被與加油合唱團及辛蒂·羅波作比較。史蒂芬妮亦指專輯主要受Club Nouveau、流行尖端、莉莎莉莎、 王子、新秩序、治療樂隊以及早期的麥當娜的影響。
跟1980年代的流行專輯一樣，《愛·天使·音樂·寶貝》亦以財富作為創作基調，〈拜金女孩〉與〈紙醉金迷〉均以描述財富為特色。專輯亦提到史蒂芬妮的時裝品牌「L.A.M.B.」，並在歌詞提到約翰·加利亞諾、川久保玲以及薇薇安·魏斯伍德等當代時裝設計師。史蒂芬妮亦推出一系列穿著自己巡演服裝的娃娃玩具，並命名為《愛·天使·音樂·寶貝時尚娃娃》。雖然史蒂芬妮只是把專輯定位為輕鬆的舞曲專輯，並沒打算製作一張私人專輯，但依然以不少自己的經歷作為靈感來源。專輯的開場曲〈還等什麼?〉講述了她想成為母親的渴望，而她在2006年與當時的丈夫蓋文·羅斯戴爾（也是布希合唱團的主唱）迎接了他們的第一個孩子金斯頓·羅斯代爾。專輯第四首歌曲〈超酷〉講述了史蒂芬妮與卡納爾於1995年分手後繼續保持友誼。
《愛·天使·音樂·寶貝》亦讓名為「原宿女孩」的四名日本隨行舞者進入大眾的視線，史蒂芬妮曾稱原宿女孩的形象意念是在她憑空想像出來。原宿女孩曾出現於史蒂芬妮的多首歌曲中，包括一首完全獻給她們的同名歌曲。她們亦出現於本專以及史蒂芬妮第二張錄音室專輯《甜蜜出關》的不同音樂影像帶中。《愛·天使·音樂·寶貝》涵蓋各種曲風的音樂。其中多數歌曲都受到在夜店播放的電子節拍影響。製作人奧斯丁與卡納爾把節奏藍調融入歌曲〈紙醉金迷〉中，並採樣了艾斯禮兄弟合唱團1983年的單曲〈床笫之間〉。吉米·吉姆與特里·李維斯亦把新杰克摇擺融入專輯歌曲中，曲風融合了節奏藍調與嘻哈音樂，並於1980年代中期盛行。

### 歌曲
專輯的開場曲〈還等什麼?〉是一首揉合電子流行、新浪潮、搖滾舞曲與放克的歌曲。歌曲的歌詞講述了史蒂芬妮對展開個人音樂事業的恐懼。〈拜金女孩〉與說唱歌手夏娃進行合作，是一首舞場雷鬼與雷鬼風格的歌曲。歌曲重新製作了組合Louchie Lou & Michie One1994年的歌曲〈If I Was a Rich Girl〉，並插入了1964年的音樂劇「屋頂上的提琴手」的歌曲〈If I Were a Rich Man〉。海王星製作的歌曲〈哈啦美眉〉結合了1980年代的嘻哈音樂與舞曲。歌詞為對油漬搖滾歌手寇特妮·洛芙指她像個啦啦隊隊長的負面評語的回應。
第四首歌曲〈超酷〉敍述了史蒂芬妮與托尼·卡納爾以往的關係，曲風為新浪潮與流行電音。歌曲被拿來與辛蒂·羅波及麥當娜1980年代的歌曲作比較。第五首歌曲〈泡沫電流〉是一首電子歌曲，並獲安德烈 3000以尊尼·沃徹的名義客串合唱。歌曲的歌詞講述二人在汽車戲院交歡，並獲樂評家整體正面的評價，包括拿來與1978年電影「油脂」及其1982年的續集「油脂2」作比較。〈紙醉金迷〉是一首受1990年代影響的節奏藍調歌曲，歌詞講述渴望在愛中變得富有，同時把史蒂芬妮的情人與奢侈品作比較。第七首歌曲〈原宿少女隊〉是一首向東京街頭文化致敬的流行電音歌曲，由吉米·吉姆與特里·李維斯負責製作。
〈天雷地火〉是一首把汽車比喻為戀愛關係的電子衝擊歌曲。〈愛是真的〉被形容為是一首舊式歐洲流行歌曲，並迎來新秩序的主唱貝爾納·薩姆納與貝斯手彼得·胡克的客串。第十首歌曲〈認真〉是一首流行電音歌曲，並被拿來與麥當娜1980年代早期的作品比較。歌曲拍攝了音樂影片，但官方從未正式發佈，只有在2006年10月在YouTube流傳了部分片段。〈危險地帶〉是一首電音搖滾歌曲，曾被大眾認為是對於史蒂芬妮丈夫蓋文·羅斯戴爾擁有私生女的闡釋，但其後證實歌曲在較早前便已經寫好。專輯的結尾曲〈長路迢迢〉原定收錄於安德烈 3000的專輯《愛亂來》。歌曲講述了跨種族約會，並採樣了馬丁·路德·金的演講《我有一個夢》。

## 宣傳活動

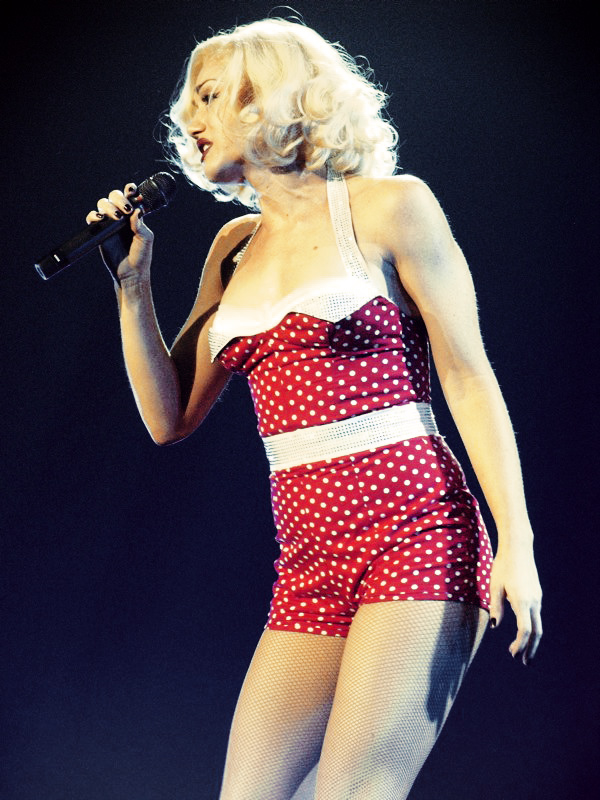
史蒂芬妮在2005年「哈拉美眉巡迴演唱會」演唱〈愛是真的〉

史蒂芬妮於2005年10月16日展開「哈拉美眉巡迴演唱會」，以宣傳《愛·天使·音樂·寶貝》。演唱會只有一個巡迴階段，並在北美地區舉行42場演出，最終於2005年12月21日結束。演唱會的暖場嘉賓包括嘻哈團體黑眼豆豆、說唱歌手M.I.A.以及歌手席亞拉。演唱會獲得不同的反響，一些評論家讚揚史蒂芬妮在演出的聲音，而有些則從演出的其他方面進行批評。根據《告示牌》的資料，演唱會37場演出的總票房成績達2,200萬美元，而其中20場演出更是爆滿。演唱會的映像其後在2006年12月4日以DVD的形式發行。《愛·天使·音樂·寶貝》的迷你重混專輯亦於2005年11月22日發行，收錄曲包括〈紙醉金迷〉、〈超酷〉、〈哈啦美眉〉與〈還等什麼?〉等重混版本。

### 發行單曲
〈還等什麼?〉於2004年9月28日作為《愛·天使·音樂·寶貝》的首波主打單曲發行。歌曲最高登上《告示牌》百強單曲榜第47位，並在國際上獲得商業成功，包括登上澳洲單曲榜冠軍以及打進法國、荷蘭、紐西蘭、瑞典及英國等多個國家單曲榜前10位。與夏娃合作的〈拜金女孩〉於2004年12月14日作為專輯第二張單曲發行，最高登上《告示牌》百強單曲榜第7位，成為史蒂芬妮作為個人歌手在美國獲得的首支前10位單曲。歌曲在其他地區亦取得與〈還等什麼?〉一樣成功的商業成績。〈哈啦美眉〉於2005年3月15日作為第三張單曲發行。歌曲成為專輯最暢銷以及人氣最高的單曲，也是美國史上首支突破百萬下載量的單曲。歌曲亦在發行六週內獲得《告示牌》百強單曲榜冠軍，成為史蒂芬妮首支美國冠軍單曲。
〈超酷〉於2005年7月5日作為專輯第四張單曲發行。歌曲獲得普通的商業成績，包括打進澳洲與紐西蘭單曲榜前10位，以及打進丹麥、德國、愛爾蘭、挪威、英國及美國單曲榜前20位。〈紙醉金迷〉於2005年10月作為第五張單曲發行。歌曲的單曲版本迎來說唱歌手滑頭惡棍客串。歌曲的商業成績不如先前單曲成功，最高登上《告示牌》百強單曲榜第21位。〈天雷地火〉原本並未有作為單曲發行的計劃，但其後因史蒂芬妮懷孕而導致第二張個人專輯延期，使歌曲於2006年1月24日作為專輯第六張以及最後一張單曲發行。

## 專業評分
| 綜合得分       | 綜合得分 |
| 來源           | 評分     |
| -------------- | -------- |
|                | 71/100   |
| 評論得分       |          |
| 來源           | 評分     |
| AllMusic       | [ 22 ]   |
| 《娛樂週刊》   | C+       |
| 《衛報》       | [ 57 ]   |
| 《新音樂快遞》 | 8/10     |
| 《Pitchfork》  | 5.1/10   |
| 《滾石》       | [ 59 ]   |
| 《偏鋒雜誌》   | [ 9 ]    |
| 《唱針雜誌》   | C        |
| 《今日美國》   | [ 60 ]   |
| 《雅虎音樂》   | [ 61 ]   |

《愛·天使·音樂·寶貝》獲得樂評家整體正面的評價。樂評網Metacritic根據22筆評分對此專輯評分71分。AllMusic的史蒂芬·托馬斯·艾爾維恩形容專輯「刺激與尷尬交集」，並以「比2004年其他主流流行專輯更奇怪及富娛樂性」總結對專輯的評價。《雅虎音樂》的珍妮弗·尼內以「最火辣、最酷、年度包裝得最好的專輯」讚揚專輯，並以「流暢、閃閃發亮以及完全沒有湊數歌曲的音樂珠寶」形容專輯。《唱針雜誌》查爾斯·默溫認為史蒂芬妮是取代麥當娜角色的競爭者：「但仍不足夠為她將成為下一個出色的個人女歌手而感到興奮」。《BBC Music》的麗莎·海恩斯則更加肯定地認為史蒂芬妮已成為麥當娜與酷莉絲的對手，並稱專輯為「迷人與高雅的成就，展現出史蒂芬妮確確實實成為流行女神資格」。
《新音樂快遞》的克莉絲·梅里森指史蒂芬妮「無情地搶奪」1980年代音樂，並認為專輯擁有各個年代的熱門作品。《musicOMH》的約翰·墨菲認為專輯聽起來非常愉快，然而質量參差不齊，而且整體時間過長。《滾石》的羅布·雪菲爾形容專輯是「一場無法抵擋的派對：低俗、具快樂主義而且極其奇異」。雜誌其後亦把專輯排在2004年50張最佳專輯中的第39位。羅伯特·克里斯特高給予專輯三星級的評價，並指：「終於發現問題並不是斯卡本身，而是出於不要懷疑」。《今日美國》的埃德娜·岡德森同樣給予專輯三星級的評價，並稱專輯「有趣的、嘶嘶的、輕挑的」。《紐約時報》的凱萊法·桑尼視專輯為「聰明以及有點迷人的個人出道作，有點不合常理」。
專輯主要因大量製作人參與以及合作受樂評家批評。《衛報》的卡羅林·沙利文反駁：「其他人是在助一臂之力（...）這還是很有史蒂芬妮風格的演出」；然而多數的樂評家都不同意。《PopMatters》的傑森·達馬斯把專輯比作第二張不要懷疑的精選輯，而《Pitchfork》尼克·西爾維斯特認為大量的合作者犧牲了史蒂芬妮的特性。《Neumu》的安東尼·卡里認為專輯的支離破碎使它成不了「一個發光發亮的流行音樂壯舉」。大多數評論家都認為專輯的合作使它聽起來不夠實在。《Drawer B》的埃里克·格林伍德指「史蒂芬妮嘗試在迎合所有人」，但結果「變得過於控制以及不自然」。《娛樂週刊》的大衛·布朗認同他的意見，指專輯「就像其中一本追趕潮流的零售雜誌，比起老式收藏品的文章更加像目錄冊」。
多位樂評家均集中評價專輯輕鬆的創作主題。《娛樂週刊》指出歌曲談及史蒂芬妮服裝品牌的做法「無恥」，並表示「每首歌曲都淪為近乎昂貴的復古時尚宣傳語」 ，《Pitchfork》則打趣表示「小丑在高譚市的免費巡遊在展示財富上更具娛樂性，而他不只有溫蒂和麗莎，還有王子」。《偏锋杂志》的薩爾·辛克馬尼評價專輯的「時尚痴戀（...）賦予專輯主題凝聚力的感覺」，但「對原宿女孩的迷戀幾乎顯得瘋狂」。《衛報》不同意這個看法，認為「她與日本流行文化的喜愛（...）產生出人造光澤（...）這跟她引用的另一個特點－嘻哈，配合得很好」。

### 榮譽
在「2005年《告示牌》音樂獎」，史蒂芬妮憑〈哈啦美眉〉獲得年度數碼歌曲獎，以及獲得年度新人獎。史蒂芬妮亦與滑頭惡棍在場演唱了〈紙醉金迷〉。在「2005年格林美獎」，史蒂芬妮憑〈還等什麼?〉獲得最佳流行女歌手的提名，並與哈娃在場演唱了〈拜金女孩〉。在下一年的格美林獎頒獎禮，史蒂芬妮一共獲得年度製作、年度專輯、最佳流行女歌手、最佳流行演唱專輯以及最佳饒舌／演唱合作一共五項提名。

## 商業成績
《愛·天使·音樂·寶貝》首週以309,000張的銷量空降《告示牌》二百強專輯榜第7位。在2005年6月18日的週榜，專輯以83,000張的銷量上升至第5位的新高。專輯截至2009年5月已經在美國售出超過400萬張，並在2021年3月獲美國唱片業協會認證為五白金唱片。
專輯於歐洲同樣取得商業成功，發行首週以45,484張的銷量空降英國專輯排行榜第14位。在發行的第25週，《愛·天使·音樂·寶貝》於2005年5月15日的週榜以21,271張的銷量升至第4位的新高。專輯於2005年9月16日獲英國唱片業協會認證為三白金唱片，亦成為英國2005年銷量第20高的專輯。截至2016年3月，專輯已經在英國售出1,068,242張。專輯亦打進丹麥、芬蘭、愛爾蘭、挪威與瑞典的專輯前10位，以及打進奧地利、比利時、法國、德國、荷蘭以及瑞士專輯榜的前20位。國際唱片業協會於2005年5月認證專輯為白金唱片，代表在歐洲的銷量達到100萬張。
在澳洲，《愛·天使·音樂·寶貝》於2005年2月連續兩週獲得澳大利亞唱片業協會榜冠軍，並在榜單上逗留了56週。專輯成為2005年銷量第4高的專輯，並獲澳洲唱片業協會認證為四白金唱片，代表出貨量達到280,000張。專輯在加拿大專輯榜獲得非連續的兩週季軍，並在2006年4月獲加拿大音樂協會認證為五白金唱片，代表達到500,000張的銷量。截至2016年4月，《愛·天使·音樂·寶貝》於全球一共售出超過800萬張，並成為2005年全球銷量第12高的專輯。

## 影響
專輯的城市當代風格歌曲於成人當代音樂市場的成功使其他歌手在史蒂芬妮因懷孕而延後製作《甜蜜出關》時同樣獲得成功。妮莉·費塔朵的第三張專輯《解放》於2006年6月發行，主要與嘻哈製作人提姆巴蘭及丹賈創作及製作。費塔朵亦從世界節拍的創作歌手轉為跟史蒂芬妮一樣向城市當代音樂靠攏的歌手。在《解放》的樂評中，《滾石》的羅布·雪菲爾指提姆巴蘭想「以《愛·天使·音樂·寶貝》的風格製作無人不曉、多元化的成功音樂－但卻沒有關」。黑眼豆豆的成員菲姬於2006年9月推出首張個人專輯《菲常妖姬》。在音樂影片伴隨菲姬出現的丘洛亦被視作是在模仿原宿少女以及史蒂芬妮〈紙醉金迷〉的音樂影片。專輯的主打單曲〈倫敦大橋〉被拿來與〈哈啦美眉〉相比，而〈魅力四射〉亦被拿來與〈紙醉金迷〉作比較。菲姬其後反駁是在藉史蒂芬妮的音樂沾光的指控，指：「這都太荒謬了。（...）豆豆跟我都在做自己喜歡的音樂，至於其他人要作猜測那就是他們的問題」。

## 歌曲列表
| 標準版   | 標準版                                                                    | 標準版 | 標準版                                                                      | 標準版 |
| 曲序     | 曲目                                                                      | 词曲 | 製作人                                                                      | 时长   |
| -------- | ------------------------------------------------------------------------- | --- | --------------------------------------------------------------------------- | ------ |
| 1.       | 還等什麼? What You Waiting For?                                           | 關·史蒂芬妮 琳達·佩里 | 內利·霍伯                                                                   | 3:41   |
| 2.       | 拜金女孩（夏娃客串） Rich Girl（featuring Eve）                           | 馬克·巴生 （ 英语 ： Mark Batson） 杰瑞·巴克 凱拉·狄奧果笛 麥克·埃利鬆多 （ 英语 ： Mike Elizondo） 夏娃 謝爾登·哈尼克 （ 英语 ： Sheldon Harnick） 香岱兒 史蒂芬妮 安德烈·楊格                                                                 | 德瑞醫生                                                                    | 3:56   |
| 3.       | 哈啦美眉 Hollaback Girl                                                   | 史蒂芬妮 法瑞爾·威廉姆斯 查德·胡戈 （ 英语 ： Chad Hugo） | 海王星                                                                      | 3:19   |
| 4.       | 超酷 Cool                                                                 | 史蒂芬妮 達拉斯·奥斯丁 （ 英语 ： Dallas Austin） | 奥斯丁 霍伯 [a]                                                             | 3:09   |
| 5.       | 泡沫電流（尊尼·沃徹客串） Bubble Pop Electric（featuring Johnny Vulture） | 安德尼·本傑明 （ 英语 ： André 3000） 史蒂芬妮 瑟芬 | 沃徹                                                                        | 3:42   |
| 6.       | 紙醉金迷 Luxurious                                                        | 史蒂芬妮 托尼·卡納爾 （ 英语 ： Tony Kanal） 羅納德·艾斯利 （ 英语 ： Ronald Isley） 歐凱利·艾斯利 （ 英语 ： O'Kelly Isley） 儒道夫·伊斯利 （ 英语 ： Rudolph Isley） 厄爾尼·伊斯利 （ 英语 ： Ernie Isley） 馬爾文·伊斯利 （ 英语 ： Marvin Isley） 克里斯·雅柏 （ 英语 ： Chris Jasper） | 霍伯 卡納爾                                                                 | 4:24   |
| 7.       | 原宿少女隊 Harajuku Girls                                                 | 史蒂芬妮 詹姆斯·哈里斯三世 特里·李維斯 詹姆斯·昆頓·賴特 （ 英语 ： Sounds of Blackness） 鮑比·羅斯·阿維拉 （ 英语 ： Perspective Records） 以詩亞·J·阿維拉                                                                                     | 吉米·吉姆與特里·李維斯 （ 英语 ： Jimmy Jam and Terry Lewis） 馬克·「尖頭」·斯滕特 （ 英语 ： Spike Stent） [a] | 4:51   |
| 8.       | 天雷地火 Crash                                                            | 史蒂芬妮 卡納爾 | 卡納爾                                                                      | 4:06   |
| 9.       | 愛是真的 The Real Thing                                                   | 史蒂芬妮 佩里 GMR （ 英语 ： Gavin Rossdale） | 霍伯 斯滕特 [a]                                                             | 4:12   |
| 10.      | 認真 Serious                                                              | 史蒂芬妮 卡納爾 | 卡納爾 斯滕特 [a]                                                           | 4:48   |
| 11.      | 危險地帶 Danger Zone                                                      | 史蒂芬妮 奧斯丁 佩里 | 霍伯 奧斯丁                                                                 | 3:37   |
| 12.      | 長路迢迢（與安德烈 3000） Long Way to Go（with André 3000）               | 本傑明 史蒂芬妮 | 安德烈 3000                                                                 | 4:34   |
| 总时长： | 总时长：                                                                  | 总时长： | 总时长：                                                                    | 48:27  |

| 國際版（附贈曲） | 國際版（附贈曲）                                                                   | 國際版（附贈曲） |
| 曲序             | 曲目                                                                               | 时长             |
| ---------------- | ---------------------------------------------------------------------------------- | ---------------- |
| 13.              | 愛是真的（溫蒂和麗莎Slow Jam混音版） The Real Thing（Wendy and Lisa Slow Jam Mix） | 3:35             |

| 英國版（附贈曲） | 英國版（附贈曲）                                              | 英國版（附贈曲） |
| 曲序             | 曲目                                                          | 时长             |
| ---------------- | ------------------------------------------------------------- | ---------------- |
| 14.              | 還等什麼?（電梯混音版） What You Waiting For?（Elevator Mix） | 4:06             |

| 日本版（附贈曲） | 日本版（附贈曲）                                                                       |
| 曲序             | 曲目                                                                                   |
| ---------------- | -------------------------------------------------------------------------------------- |
| 15.              | 還等什麼?（音樂影片；導演剪輯版） What You Waiting For?（music video; director's cut） |

| 國際豪華版／限定版（附贈曲） | 國際豪華版／限定版（附贈曲）                                                                       | 國際豪華版／限定版（附贈曲） |
| 曲序                         | 曲目                                                                                               | 时长                         |
| ---------------------------- | -------------------------------------------------------------------------------------------------- | ---------------------------- |
| 1.                           | 還等什麼?（雅克·呂·康TWD混音版） What You Waiting For?（Jacques Lu Cont's TWD Mix）                | 8:04                         |
| 2.                           | 還等什麼?（雅克·呂·康TWD迴響版） What You Waiting For?（Jacques Lu Cont's TWD Dub）                | 8:21                         |
| 3.                           | 還等什麼?（LAUNCH.com現場版） What You Waiting For?（live from LAUNCH.com）                        | 3:43                         |
| 4.                           | 原宿少女隊（LAUNCH.com現場版） Harajuku Girls（live from LAUNCH.com）                              | 4:37                         |
| 5.                           | 哈啦美眉（迪波洛Hollatronix重混版） Hollaback Girl（Hollatronix Remix by Diplo）                   | 2:45                         |
| 6.                           | 超酷（菲泰克重混版） Cool（Photek Remix）                                                          | 5:49                         |
| 7.                           | 哈啦美眉（托尼·卡納爾Dance Hollaback重混版） Hollaback Girl（Dance Hollaback Remix by Tony Kanal） | 6:52                         |

標記
- ^a  標記為附加製作人

## 製作名單
製作名單資料來自《愛·天使·音樂·寶貝》的專輯注釋
音樂家
- 關·史蒂芬妮 – 聲樂
- 山姆爾·利特莫瑞（英语：Sam Littlemore） – 編程（曲目1）
- 琳達·佩里 – 結他、鍵盤（曲目1）
- 羅斯蒂·安德森（英语：Rusty Anderson） – 附加結他（曲目1）
- 咪咪·「奧迪亞」·帕克 – 和聲（曲目1）
- 夏娃（英语：Eve (entertainer)） – 說唱（曲目2）
- 馬克·巴生（英语：Mark Batson） – 合成貝斯、鍵盤（曲目2）
- 麥克·埃利鬆多（英语：Mike Elizondo） – 結他、鍵盤（曲目2）
- 瑞克·舍帕德 – MIDI（曲目4、11）
- 傑森·拉德（英语：Jason Lader） – 編程（曲目4、6、9、11）
- 托尼·雷耶斯 – 貝斯、Line 6（英语：Line 6 (company)）結他（曲目4、11）
- 達拉斯·奥斯丁（英语：Dallas Austin） – 鼓、鍵盤（曲目4、11）
- 安德烈 3000（英语：André 3000） – 鍵盤、聲樂（曲目5、12）；結他、編程（曲目5）
- 托尼·卡納爾（英语：Tony Kanal） – 鍵盤、合成器、編程（曲目6、8、10）
- 薯片組合（英语：Chipz） – 編程（曲目6）
- 愛丹·洛夫 – 編程（曲目6、9、11）
- 西蒙·高戈利（英语：Simon Gogerly） – 編程（曲目6）
- 謝爾頓·康利奇 – 鍵盤（曲目6）
- GMR（英语：Gavin Rossdale） – 法語讀白（英语：spoken word） （曲目6）
- 李·格羅夫斯 – 混音編程（曲目6、8–10）
- 詹姆斯·「大占」·萊特 – 鍵盤（曲目7）
- 吉米·吉姆（英语：Jimmy Jam and Terry Lewis） – 貝斯（曲目7）
- IZ – 鼓、打擊樂器（曲目7）
- 鮑比·羅斯·阿維拉 – 結他、鍵盤（曲目7）
- 佐伊（英语：Zoey (singer)） – 和聲（曲目7）
- 娜歐蜜·馬丁 – 和聲（曲目7）
- 李·格羅夫斯 – 鍵盤（曲目8–10）
- 溫蒂·梅爾文（英语：Wendy Melvoin） – 結他（曲目9）
- 麗莎·科爾曼（英语：Lisa Coleman (musician)） – 鍵盤（曲目9）
- 彼得·胡克 – 貝斯（曲目9）
- 格雷格·科林斯（英语：Greg Collins (record producer)） – 電結他、滑管結他（英语：slide guitar）（曲目9）
- 貝爾納·薩姆納（英语：Bernard Sumner） – 和聲（曲目9）
- 伊萬·皮爾遜（英语：Ewan Pearson） – 編程（曲目9、11）
- 亞倫·米斯（英语：Cameo (band)） – 貝斯（曲目12）
- 凱文·肯德里克 – 鍵盤、鋼琴（曲目12）
- 史威夫剪輯大師（英语：Creamware (company)） – 剪輯（英语：Cut (music)） （曲目12）

製作人
- 內利·霍伯（英语：Nellee Hooper） – 製作（曲目1、6、9、11）；附加製作（曲目4）
- 格雷格·科林斯（英语：Greg Collins (record producer)） – 錄製（曲目1、2、4、6、9、11）；混音（曲目5、12）
- 伊恩·羅西特 – 錄製（曲目1）；工程協助（曲目6、9、11）
- 凱文·米斯 – 工程協助（曲目1、4–6、9、11、12）
- 琳達·佩里 – 結他錄製、鍵盤錄製（曲目1）
- 馬克·「尖頭」·斯滕特（英语：Mark "Spike" Stent） – 混音（曲目1、4、6–11）；附加製作（曲目7、9、10）
- 大衛·特里赫恩 – 工程協助（曲目1、4、6–11）
- 羅布·哈格特 – 工程協助（曲目1、4、6–11）
- 德瑞醫生 – 混音、製作（曲目2）
- 毛里西奥·「否決」·伊拉戈里 – 錄製（曲目2）
- 弗朗西斯·福德 – 工程協助（曲目2）
- 布拉德·溫斯洛 – 工程協助（曲目2）
- 傑米·西可拉 – 工程協助（曲目2、5、12）
- 盧布·卡普爾 – 工程協助（曲目2）
- 海王星（英语：The Neptunes） – 製作（曲目3）
- 安德魯·科爾曼 – 錄製（曲目3）
- 傑森·芬克爾 – 工程協助（曲目3）
- 陳志明（英语：Phil Tan） – 混音（曲目3）
- 達拉斯·奥斯丁 – 製作（曲目4、11）
- 瑞克·舍帕德 – 錄製、聲音設計（英语：sound design）（曲目4、11）
- 道格·哈姆斯 – 工程協助（曲目4、11）
- 保羅·希伊 – 工程協助（曲目4）
- 塞薩爾·格瓦拉 – 工程協助（曲目4、11）
- 安德烈 3000 – 混音、製作（曲目5、12）
- 約翰·弗萊 – 錄製（曲目5、12）
- 皮特·諾沃克 – 錄製（曲目5、12）
- 沃倫·布萊徹 – 工程協助（曲目5、12）
- 肖恩·塔爾曼 – 工程協助（曲目5、12）
- 格倫·皮特曼 – 工程協助（曲目5、12）
- 尼克·費雷羅 – 工程協助（曲目5、12）
- 約翰·華倫 – 工程協助（曲目5）
- 托尼·卡納爾 – 製作（曲目6、8、10）
- 科林·「狗」·米切爾 – 錄製（曲目6、8、10）
- 西蒙·高戈利 – 錄製（曲目6、9、11）
- 傑森·拉德 – 附加工程（曲目6）
- 吉米·吉姆與特里·李維斯（英语：Jimmy Jam and Terry Lewis） – 製作（曲目7）
- 麥特·馬琳 – 錄製（曲目7）
- 伊恩·克羅斯 – 錄製（曲目7）
- 布萊恩·「重低音」·加德納（英语：Brian Gardner） – 母帶製作

美術設計
- 關·史蒂芬妮 – 創意指導
- 朱莉·克萊門斯 – 藝術指導、協調
- 尼克·奈特（英语：Nick Knight (photographer)） – 攝影
- 真珠子 – 插圖
- 大西友惠 – 插圖協調
- 約翰·科普蘭 – 標誌、圍邊與字體插圖
- 妮可·弗朗茨 – 藝術協調、攝影
- 辛迪·庫珀 – 包裝協調

## 榜單排名
| 榜單（2004年－05年）                      | 最高 位置 |
| ----------------------------------------- | --------- |
| 澳大利亞（ARIA專輯榜）                    | 1         |
| 奧地利（奧地利Ö3專輯榜）                  | 12        |
| 比利時法蘭德斯（Ultratop專輯榜）          | 20        |
| 比利時瓦隆（Ultratop專輯榜）              | 33        |
| 加拿大（《告示牌》Canadian Albums Chart） | 3         |
| 捷克（國際唱片業協會專輯榜）              | 15        |
| 丹麥（Hitlisten專輯榜）                   | 10        |
| 荷蘭（MegaCharts專輯榜）                  | 14        |
| 歐洲（《告示牌》專輯榜）                  | 5         |
| 芬蘭（Suomen virallinen lista專輯榜）     | 3         |
| 法國（SNEP專輯榜）                        | 19        |
| 德國（Media Control專輯榜）               | 11        |
| 希臘（IFPI國際專輯榜）                    | 3         |
| 愛爾蘭（IRMA專輯榜）                      | 5         |
| 義大利（FIMI專輯榜）                      | 24        |
| 日本（Oricon專輯榜）                      | 36        |
| 墨西哥（墨西哥百強專輯榜）                | 9         |
| 紐西蘭（RMNZ專輯榜）                      | 5         |
| 挪威（VG-lista專輯榜）                    | 6         |
| 蘇格蘭（OCC專輯榜）                       | 5         |
| 西班牙（PROMUSICAE專輯榜）                | 35        |
| 瑞典（Sverigetopplistan專輯榜）           | 8         |
| 瑞士（Schweizer Hitparade專輯榜）         | 17        |
| 英國（OCC專輯榜）                         | 4         |
| 美国（《告示牌》200）                     | 5         |

| 榜單（2004年）         | 位置 |
| ---------------------- | ---- |
| 澳大利亞（ARIA專輯榜） | 89   |
| 英國（OCC專輯榜）      | 79   |
| 全球（IFPI專輯榜）     | 36   |

| 榜單（2005年）                        | 位置 |
| ------------------------------------- | ---- |
| 澳大利亞（ARIA專輯榜）                | 4    |
| 奧地利（奧地利Ö3專輯榜）              | 44   |
| 比利時（Ultratop法蘭德斯專輯榜）      | 41   |
| 比利時（Ultratop瓦隆專輯榜）          | 71   |
| 丹麥（Hitlisten專輯榜）               | 53   |
| 荷蘭（MegaCharts專輯榜）              | 46   |
| 芬蘭（Suomen virallinen lista專輯榜） | 54   |
| 法國（SNEP專輯榜）                    | 56   |
| 德國（Media Control專輯榜）           | 31   |
| 墨西哥（墨西哥百強專輯榜）            | 48   |
| 新西蘭（Recorded Music NZ專輯榜）     | 14   |
| 瑞典（Sverigetopplistan專輯榜）       | 34   |
| 瑞士（Schweizer Hitparade專輯榜）     | 33   |
| 英國（OCC專輯榜）                     | 20   |
| 美國《告示牌》二百強專輯榜            | 6    |
| 全球（IFPI專輯榜）                    | 12   |

| 榜單（2006年）             | 位置 |
| -------------------------- | ---- |
| 美國《告示牌》二百強專輯榜 | 98   |

| 榜單（2000年－09年）       | 位置 |
| -------------------------- | ---- |
| 澳大利亞（ARIA專輯榜）     | 49   |
| 美國《告示牌》二百強專輯榜 | 72   |

| 榜單                               | 位置 |
| ---------------------------------- | ---- |
| 美國《告示牌》二百強專輯榜（女性） | 87   |

## 認證
| 地區                                  | 认证    | 认证单位/销量 |
| ------------------------------------- | ------- | ------------- |
| 阿根廷（阿根廷音像製品協會）          | 金      | 20,000^       |
| 澳大利亚（澳大利亚唱片业协会）        | 5× 白金 | 350,000^      |
| 奥地利（國際唱片業協會奧地利分會）    | 金      | 15,000*       |
| 加拿大（加拿大音乐协会）              | 5× 白金 | 500,000^      |
| 丹麦（國際唱片業協會丹麥分會）        | 金      | 20,000^       |
| 芬兰（國際唱片業協會芬蘭分會）        | 金      | 21,944        |
| 法国（法國唱片出版業公會）            | 金      | 100,000*      |
| 德国（聯邦音樂產業協會）              | 金      | 100,000^      |
| 匈牙利（匈牙利录音制品制作者协会）    | 金      | 10,000^       |
| 爱尔兰（愛爾蘭唱片音樂協會）          | 3× 白金 | 45,000^       |
| 意大利（意大利音乐产业联盟）          | 白金    | 100,000*      |
| 日本（日本唱片協會）                  | 金      | 100,000^      |
| 墨西哥（墨西哥音像製品協會）          |         | 50,000^       |
| 新西兰（新西兰唱片音乐协会）          | 2× 白金 | 30,000^       |
| 挪威（國際唱片業協會挪威分会）        | 白金    | 40,000*       |
| 俄罗斯（全國唱片業製造者聯合會）      | 白金    | 20,000*       |
| 瑞典（瑞典唱片業協會）                | 金      | 30,000^       |
| 瑞士（國際唱片業協會瑞士分会）        | 金      | 20,000^       |
| 英国（英国唱片业协会）                | 3× 白金 | 1,068,242     |
| 美国（美國唱片業協會）                | 5× 白金 | 5,000,000‡    |
| 總計                                  |         |               |
| 欧洲（國際唱片業協會）                | 白金    | 1,000,000*    |
| 全球                                  | —       | 8,000,000     |
| *僅含認證的實際銷量 ^僅含認證的出貨量 |         |               |

## 發行歷史
| 地區   | 日期           | 版本         | 廠牌       | 來源    |
| ------ | -------------- | ------------ | ---------- | ------- |
| 意大利 | 2004年11月12日 | 標準版       | 環球唱片   | [ 155 ] |
| 荷蘭   | 2004年11月19日 | 標準版       | 環球唱片   | [ 156 ] |
| 日本   | 2004年11月21日 | 標準版       | 環球唱片   | [ 97 ]  |
| 澳洲   | 2004年11月22日 | 標準版       | 環球唱片   | [ 157 ] |
| 法國   | 2004年11月22日 | 標準版       | 環球唱片   | [ 158 ] |
| 德國   | 2004年11月22日 | 標準版       | 環球唱片   | [ 95 ]  |
| 英國   | 2004年11月22日 | 標準版       | 寶麗多唱片 | [ 96 ]  |
| 加拿大 | 2004年11月23日 | 標準版       | 環球唱片   | [ 159 ] |
| 美國   | 2004年11月23日 | 標準版       | 新視鏡唱片 | [ 160 ] |
| 瑞典   | 2004年11月24日 | 標準版       | 環球唱片   | [ 161 ] |
| 德國   | 2005年10月14日 | 豪華版       | 環球唱片   | [ 98 ]  |
| 荷蘭   | 2005年10月21日 | 豪華版       | 環球唱片   | [ 162 ] |
| 法國   | 2005年12月12日 | 豪華版       | 環球唱片   | [ 163 ] |
| 日本   | 2006年1月18日  | 豪華版       | 環球唱片   | [ 164 ] |
| 多國   | 2019年11月22日 | 15週年紀念版 | 新視鏡唱片 | [ 8 ]   |

## 備註
1. ↑  曲目1、6、9、11
2. ↑  曲目1、2、6、9、11
3. 1 2  曲目2
4. ↑  曲目3
5. 1 2  曲目4與11
6. 1 2  曲目5與12
7. ↑  曲目5、11、12
8. ↑  曲目6、8、10
9. ↑  曲目7